# Kokosmalajiska
Kokosmalajiska är en variant av malajiska som talas på Kokosöarna, ett australiskt territorium i Indiska oceanen. Språket har utvecklats ur en malajisk bas med influenser från engelska samt vissa andra malajiska dialekter och språk i Sydostasien.
Kokosmalajiska talas huvudsakligen av befolkningen på öarna; språket fungerar som ett viktigt identitets- och kulturbärande språk för Kokosöarna. Det talas parallellt med engelska, vilket är ögruppens officiella språk. Språket är nära besläktat med malajiska som talas i Malaysia och Indonesien, men det har genom öarnas isolerade läge utvecklat egna uttalsformer, ordförråd och grammatiska fördrag.